# پلت فرم PF2 پی‌اس‌ای
پلت فرم PF2 پی‌اس‌ای (به انگلیسی: PSA PF2 Platform) یک پلت فرم طراحی شده و توسعه یافته به وسیله گروه پی‌اس‌ای می‌باشد که از آن برای طراحی خودروهای کامپکت، کامپکت اسپرت، کامپکت اس‌یووی و کراس اوور کوچک با موتورهای عرضی این گروه استفاده شده است. این پلت فرم نخستین بار در سال ۲۰۰۱ و بر روی پژو ۳۰۷ استفاده شد.
جانشین این پلت فرم، پلت فرم EMP2 پی‌اس‌ای می‌باشد که جانشین هردو پلت فرم PF2 و PF3 گشت.

## مدل‌ها
بعضی از خودروهای تولید شده بر مبنای این پلت فرم به این شرح هستند:
- معمولی
  - ۲۰۰۸–۲۰۰۱ پژو ۳۰۷
  - ۲۰۱۰–۲۰۰۴ سیتروئن سی۴
  - ۲۰۱۳–۲۰۰۷ پژو ۳۰۸
  - ۲۰۱۷–۲۰۰۹ پژو ۳۰۰۸ نسل اول
  - ۲۰۱۲–۲۰۰۹ سیتروئن سی۴ سدان (سی-کواترو)
  - ۲۰۱۵–۲۰۰۹ پژو آرسی‌زد
  - ۲۰۱۰ سیتروئن سی۴ نسل دوم
  - ۲۰۱۱-۲۰۱۵ سیتروئن دی‌اس ۴
  - ۲۰۱۴ دی‌اس ۶
  - ۲۰۱۵ دی‌اس ۴
  - ۲۰۱۶ دی‌اس ۴ کراس‌بک
  - ۲۰۱۵ دانگ‌فنگ ال۶۰
- توسعه یافته
  - ۲۰۰۸–۲۰۰۲ پژو ۳۰۷ SW
  - ۲۰۰۶-۲۰۱۳ سیتروئن سی۴ پیکاسو
  - ۲۰۰۶-۲۰۱۳ سیتروئن سی۴ سدان (سی-تریومف/پالاس)
  - ۲۰۰۸ سیتروئن برلینگو
  - ۲۰۰۸ پژو پارتنر
  - ۲۰۰۸-۲۰۱۴ پژو ۳۰۸ SW
  - ۲۰۰۹ پژو ۵۰۰۸ نسل اول
  - ۲۰۱۰ پژو ۴۰۸
  - ۲۰۱۱-۲۰۱۵ سیتروئن دی‌اس۵
  - ۲۰۱۵ دی‌اس ۵